# 独身女人
《独身女人》（英語：Lovely Liberty）是预计2025年播出的中国大陆都市情感剧，改编自亦舒的同名小说，由《三十而已》《小舍得》的导演张晓波执导、《叛逆者》《繁花》的编剧秦雯改编剧本，唐嫣、趙又廷、杨采钰与何蓝逗领衔主演，冯绍峰特邀出演。
该剧预计由腾讯视频和中央电视台同步播出。

## 剧情概要
讲述林展翘与她身边的朋友虽身份各异、性格也截然不同，但同样优秀并在人生和事业的道路上勇往直前。

## 演员阵容
- 唐嫣 饰演 林展翘[3]
- 趙又廷 饰演 何韩[3]
- 杨采钰 饰演 周媚[6]
- 冯绍峰 饰演 贝文祺（特邀出演）[6]
- 晏紫东 饰演 孤烟[6]
- 何蓝逗 饰演 蔡掌珠[3]
- 王菊 饰演 赵兰心[3]
- 张超 饰演 凌奕凯[6]
- 陳昊森 饰演 张佑森[3]
- 刘思佳 饰演 咪咪[6]
- 李殿尊 饰演 二阳[6]
- 王艺荻 饰演 三妹[6]
- 杜双宇 饰演 馒头[3]
- 柳珊 饰演 不堪一击[3]
- 鲍大志 饰演 周父[6]
- 陈国庆 饰演 阿良叔[6]
- 杨晨[2]
- 倪虹洁 饰演 戴珊（特别出演）[6]
- 刘钧 饰演 范叔（特别出演）[6]
- 沙宝亮 饰演 蔡德璋（特别出演）[6]
- 王姬 饰演 周母（特别出演）[6]
- 曹可凡（特别出演）[2]
- 周野芒 饰演 何父（友情出演）[6]
- 吴玉芳 饰演 林母（友情出演）[6]

## 制作
该剧于2024年8月31日宣布开始主体拍摄，次年2月15日宣布杀青。

## 同名作品
亦舒同名小说改编的中国大陆电影《独身女人》于1991年上映，由潘虹、江珊、黄小雷与陈希光主演。